# Stipo Manđeralo
Stipo Manđeralo (Vidoši kraj Livna 1938.), autor djela iz povijesti i livanjske tradicije.
Gimnaziju završio u Livnu, a Filozofski fakultet u Sarajevu. Od 1962. godine do odlaska u mirovinu radio je kao profesor u livanjskoj Gimnaziji. U stručnim pedagoškim časopisima pisao je o problemima nastave jezika i književnosti. Zanimao se i za prošlost Livna i njegove okolice.
Napisao je nekoliko zapaženih radova u Glasniku Zemaljskog muzeja u Sarajevu, mostarskoj Hercegovini, sarajevskim časopisima Odjek i Treći program RTS, livanjskim Tragovima, Livanjskim vidicima, Svjetlu riječi, splitskom zborniku Kačić, sarajevskoj Bosni franciscani, splitskoj Starohrvatskoj prosvjeti, te sudjelovao u radu znanstvenih simpozija.
Godine 1987. objavio je Gospodare kamena (knjigu o livanjskom klesarstvu)   Arhivirana inačica izvorne stranice od 10. svibnja 2021. (Wayback Machine), a 1992. u knjizi Lozićev ilirski san predstavio po mnogo čemu izuzetno zanimljivoga bosanskog franjevca Grgu Lozića i objelodanio njegove Bilješke. U Kutiji za čuvanje vremena  (1996.) i Zlatnim rukama (1999.) od zaborava je sačuvao raznovrsne livanjske zanatlije, a u knjizi S Vidoške gradine (2006.) tema mu je njegov uži zavičaj (vidoški kraj) od najstarijih vremena do danas. Knjigom  Livanjski trgovi (2011.) prikazao je sva četiri livanjska trga (od njihovih začetaka do današnjih dana). O bosančici govori u knjizi Pismo za puk i gospodu (2015.), a u Lučonošama   Arhivirana inačica izvorne stranice od 8. lipnja 2021. (Wayback Machine)(2019.) obradio je razvoj livanjskog školstva od početaka do polovine 20. stoljeća.
KNJIGE
Gospodari kamena,  Livno-Sarajevo, 1987.
Lozićev ilirski san, Split-Livno, 1992.
Kutija za čuvanje vremena, Livno, 1996.
Zlatne ruke, Sarajevo, 1999.
S Vidoške gradine, Livno, 2006.
Trg kralja Tomislava u Livnu, Livno, 2009.
Livanjski trgovi, Livno, 2011.
Pismo za puk i gospodu, Sarajevo-Zagreb, 2015.
Lučonoše, Sarajevo-Zagreb, 2019.